# てんてつバス
てんてつバス (Tentetsu Bus)は、北海道留萌市に本社を置きバス事業を行う企業である。

## 概要
石炭・木材輸送を中心に鉄道事業を営んでいた天塩炭礦鉄道が前身。1967年（昭和42年）の鉄道廃止にあたり、バス部門を引き継ぐ第二会社として天塩鉄道バスを設立、さらに略称の「てんてつバス」に変更となり現在に至る。
2014年（平成26年）10月に唯一の路線であった達布留萌線が廃止となり、以降は貸切バスと、小平町から受託するデマンドバス、スクールバスの運行を行っている。旅行業も行っていたが2004年（平成16年）で撤退した。
1960年代に札幌留萌間の特急バスの運行を申請したことがあったが、併願していた北海道中央バスと沿岸バスの2社へ運行認可が下り実現しなかった。

## 本社・営業所所在地
本社・本社営業所
北海道留萌市船場町1丁目47
小平営業所（小平町デマンドバス）
留萌郡小平町字小平町163−1
達布営業所
北海道留萌郡小平町字達布（たっぷ）
江別営業所（貸切バス専門）
北海道江別市工栄町21-26

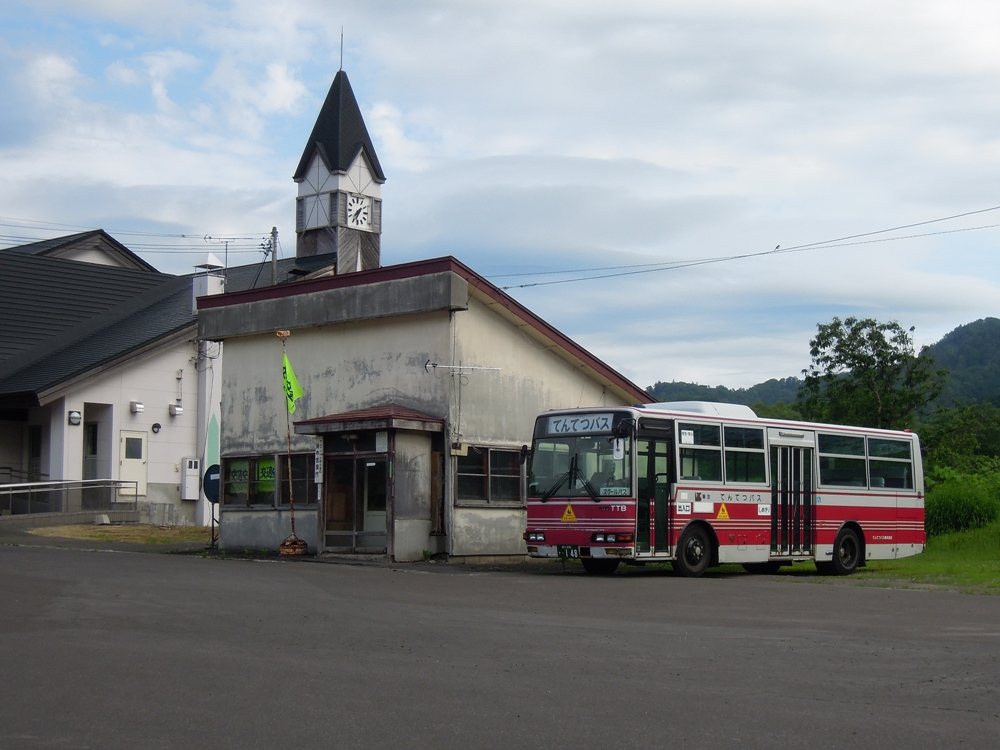
達布営業所 2013年7月

ほかに旭川営業所が設置されていたが2006年（平成18年）10月1日より分社され「北海運輸」（通称:北海バス）となった。

## 貸切バス
貸切バス事業は通常は離島を除く旭川運輸支局および札幌運輸支局管内での発着が認められているが、貸切バス事業者安全性評価認定制度による優良事業者に限定した営業区域の弾力的な運用による特例で、2025年（令和7年）4月1日現在北海道全域となっている。

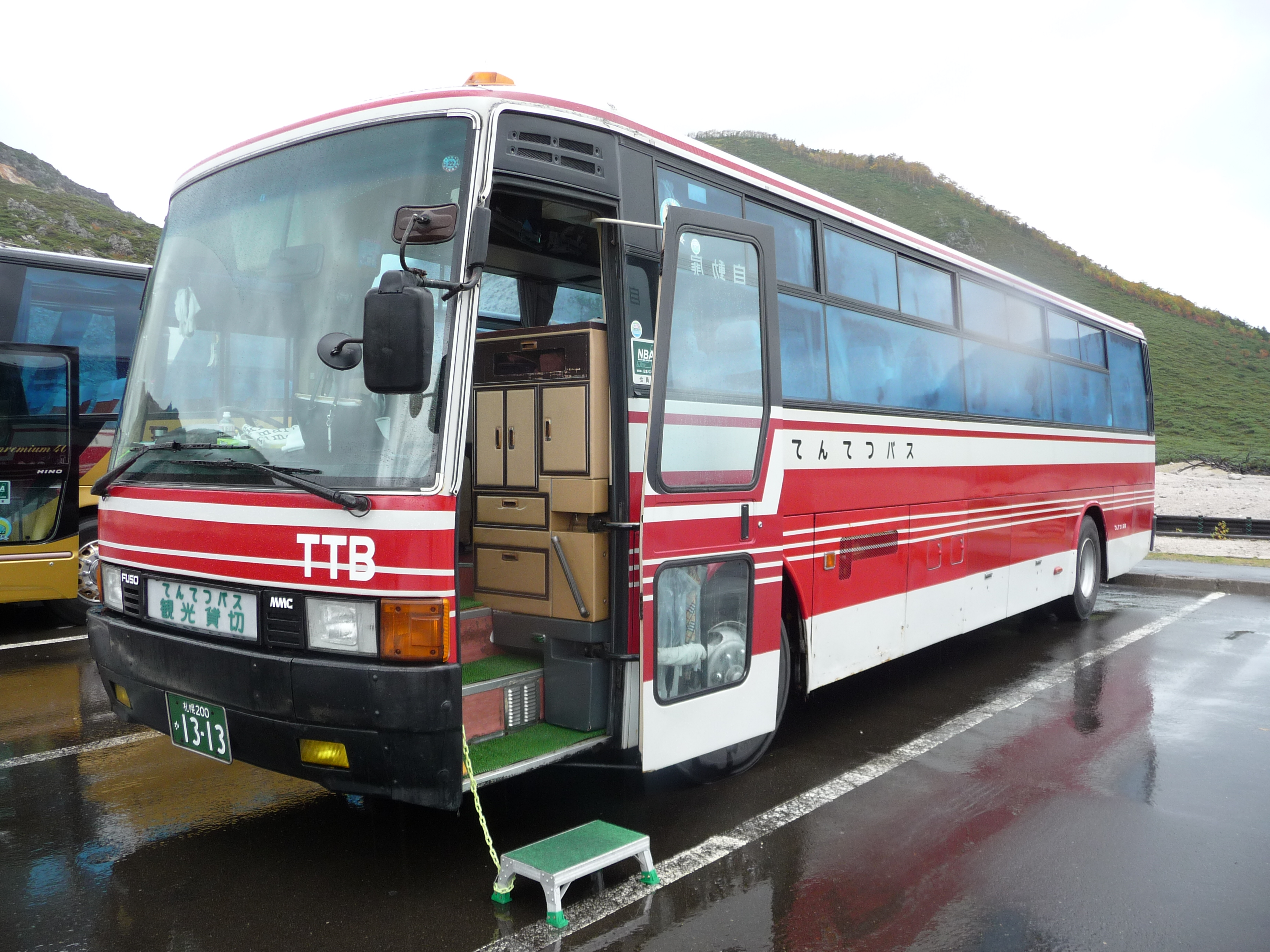
MS7系エアロバス
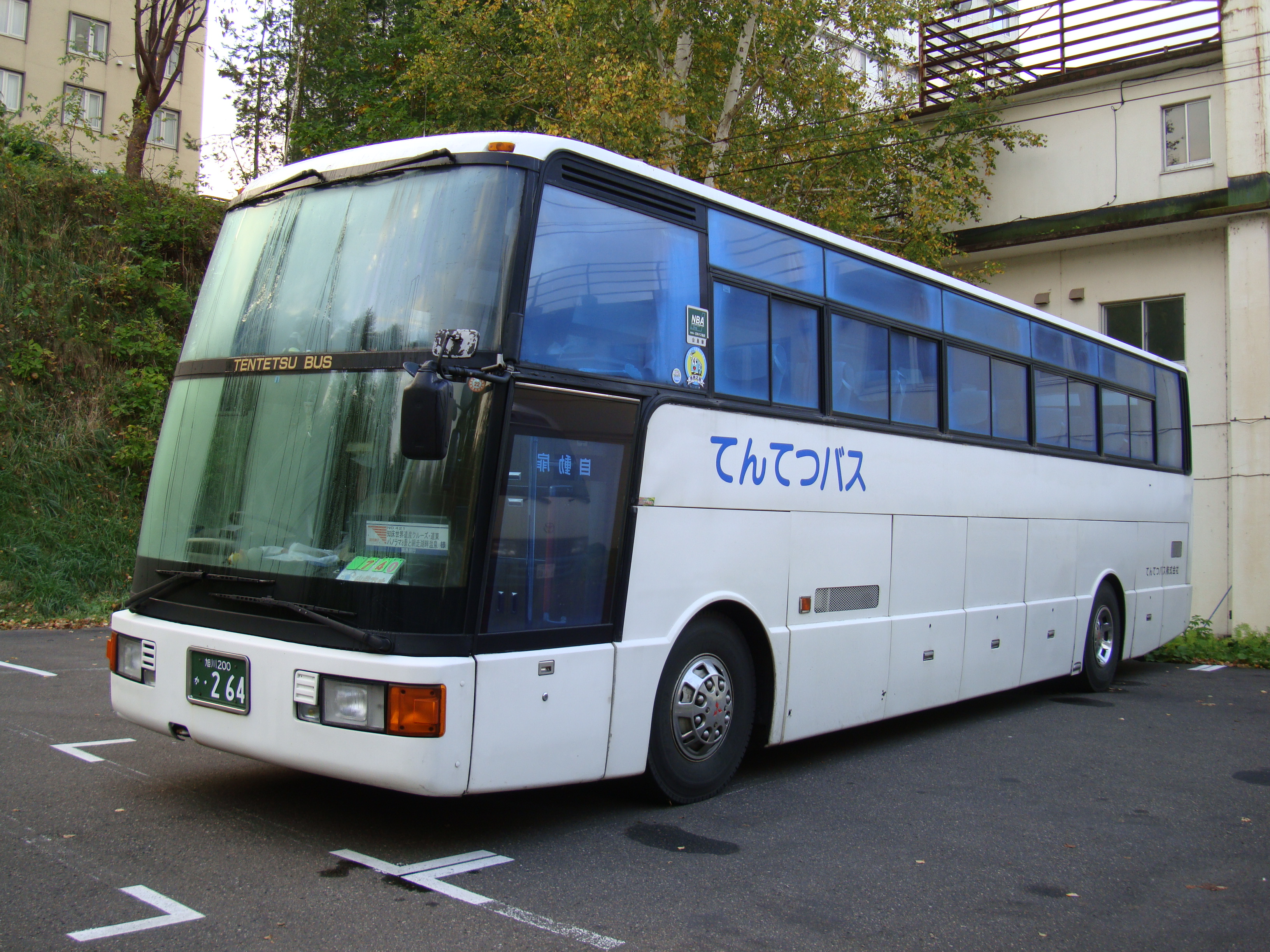
エアロクィーンK
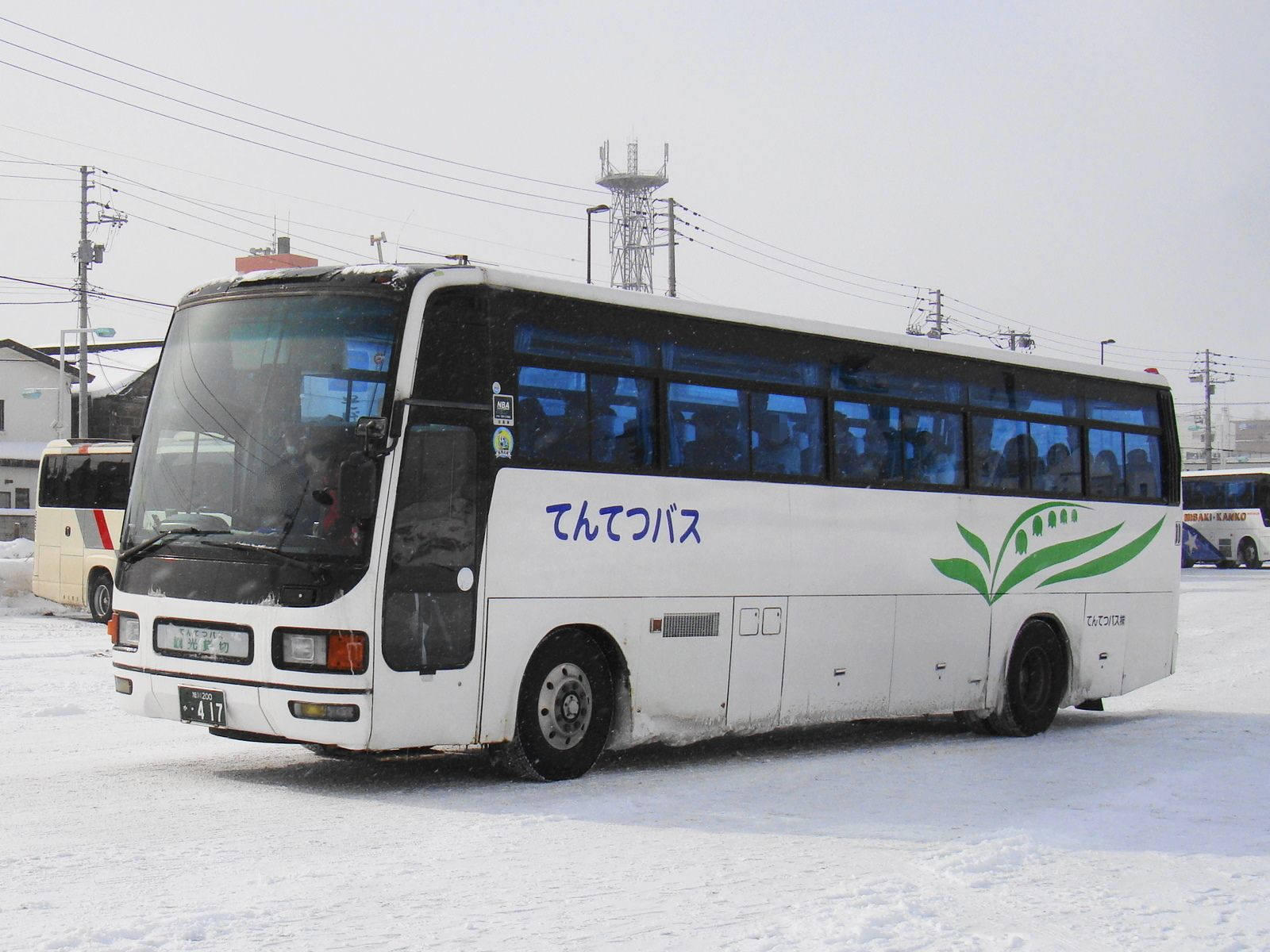
エアロクィーンM
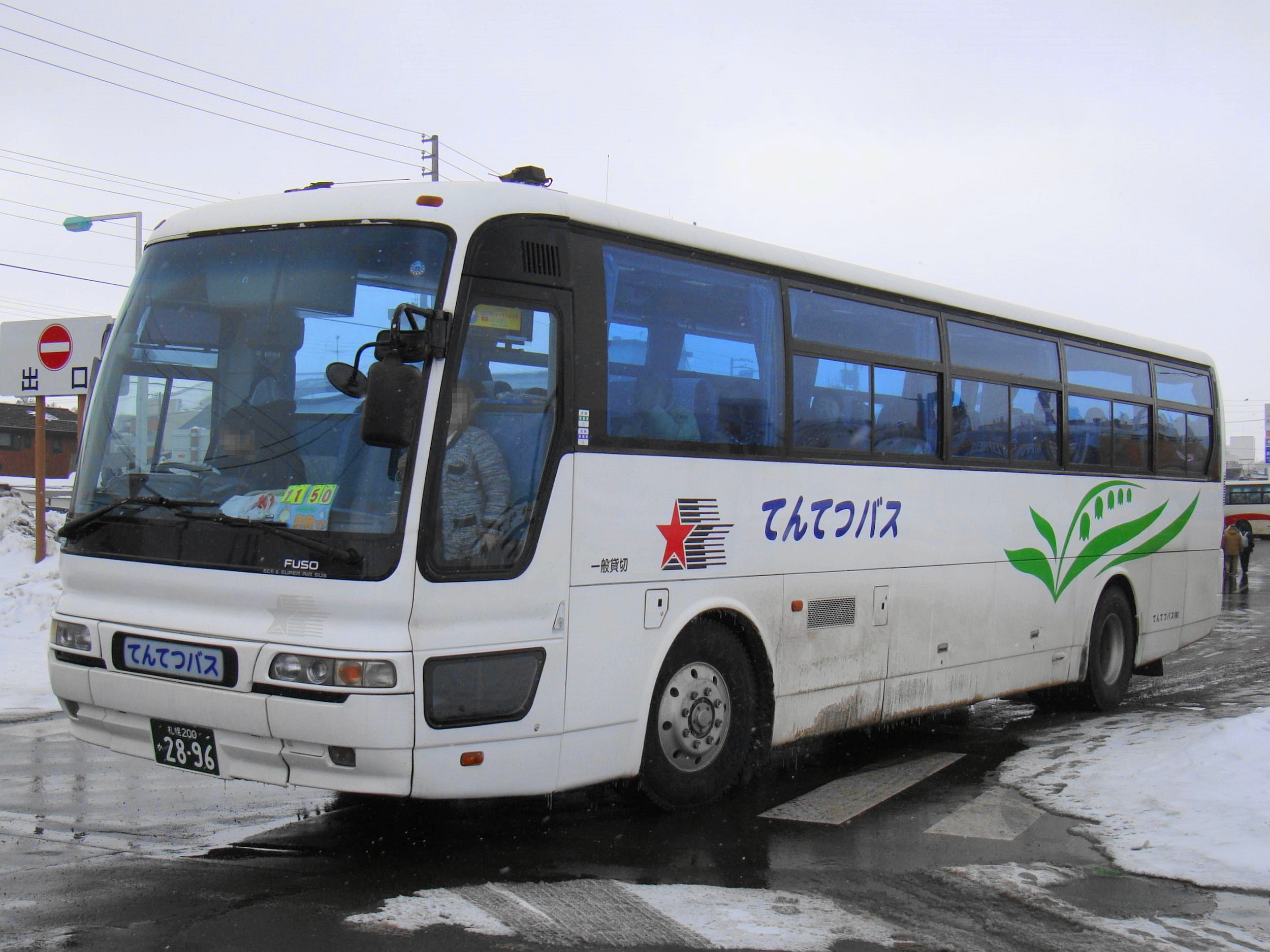
MS8系エアロバス

## デマンドバス（小平町受託）
2014年（平成26年）10月より、それまで運行されていた路線バス達布留萌線に代わって運行を開始した。
運行区間は概ねそれまでの小平町内の路線運行エリアに重なるが、小平中央バス停から滝下地区までの間の運行となり、留萌方面は小平中央バス停にて沿岸バスの既存路線に接続する形となっている。
運行形態はてんてつバスへの電話による完全予約制で、予約が成立した際に利用者宅近くの公道まで迎えに行く形となった。

## 路線バス（2014年10月廃止）

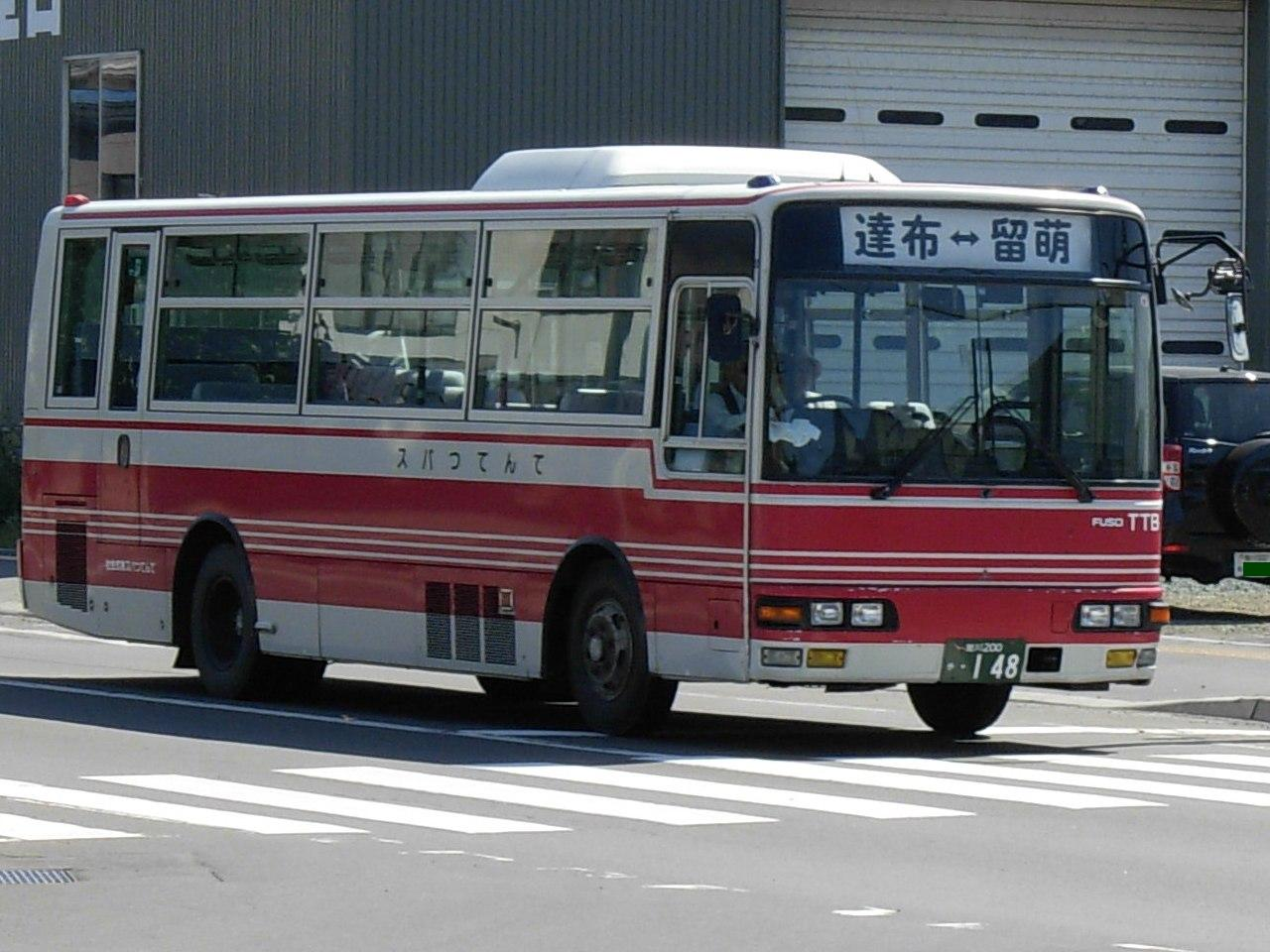
路線バス（エアロミディMK）

路線バス車両は2012年（平成24年）3月31日現在で4台登録されていた。
達布留萌線
小平町達布地区と留萌市内を結び、天塩炭礦鉄道の廃線に沿って運行されていた。
- 達布学校前 - 達布本町 - 東住吉 - 住吉（一部便のみ経由[8]） - 寧楽 - 沖内 - 本郷中央 - 富里公民館 - 小平中学校下 - 信金前 - 臼谷（7月10日 - 8月31日のみ停車[9]）・留萌市立病院・留萌高校・留萌駅前・留萌神社下

沿岸バスとの競合区間となる信金前 - 留萌神社下間は片クローズ方式（留萌行は降車のみ、達布行は乗車のみ）としていた。
1991年（平成3年）5月以来基本的なダイヤ改正は行われなかったが、2001年（平成13年）の留萌市立病院の移転に伴い、留萌高校、市立病院、院外薬局を新設した。
沿線人口の減少や少子高齢化に伴う路線バス利用者の減少、公共交通関連支出の町財政の圧迫等の課題を踏まえ、2012年（平成24年）3月に設置された小平町地域公共交通会議において、調査・検討が進められ、それまでの路線バスに代わって、新たに小平町が運行する予約制のデマンドバスに移行することとなった。
2014年（平成26年）10月1日、路線廃止。小平町デマンドバスへ移行された。